# Godshuis van Halvermeylen

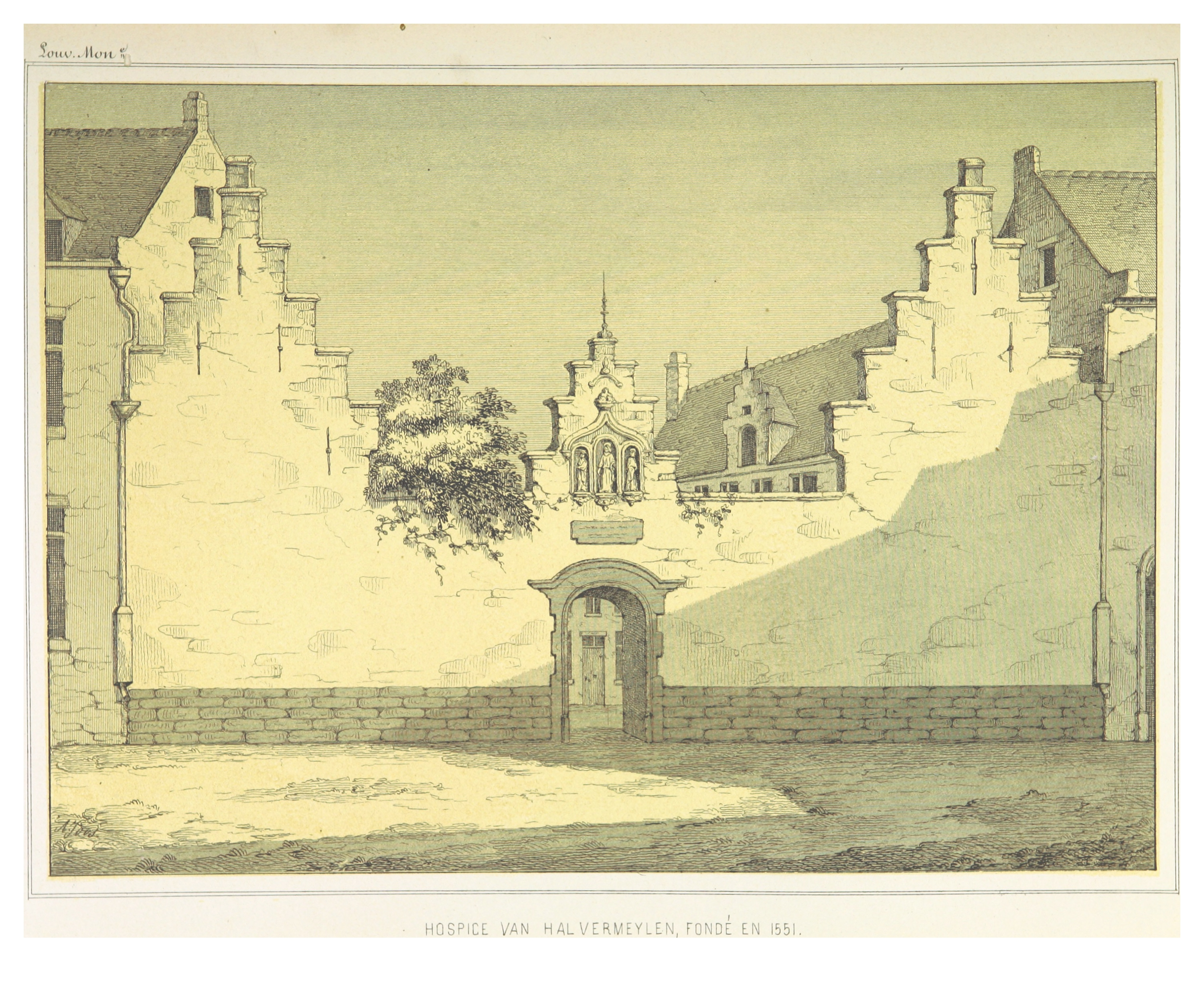
Godshuis van Halvermeylen in Leuven

Het Godshuis van Halvermeylen (1551-1798) was een armenhuis in Leuven (België), destijds deel van de Zuidelijke Nederlanden. Het bevond zich in de Brusselsestraat, tussen de Blauwe Hoek en wat vandaag de Kruisstraat is.

## Historiek
Arnold van Halvermeylen was gedurende 36 jaar stadssecretaris van Leuven geweest in de Spaanse Nederlanden. In 1551 liet hij zijn testament optekenen. In zijn pand in de Brusselsestraat liet hij zeven huisjes optrekken, waarin zeven behoeftige vrouwen mochten wonen. Dit werd het godshuis dat zijn naam droeg. De bewoners van het godshuis kregen jaarlijks 18 gouden Carolussen toegestopt: één Carolus per maand, plus verder één Carolus op kerkelijke feestdagen en op de verjaardag van Arnold van Halvermeylen. Hij stierf in 1552 en werd begraven in de Sint-Pieterskerk van Leuven. De zeven huisjes waren meteen bewoond. 
De verantwoordelijke voor het godshuis was de pastoor van de nabije Sint-Jacobskerk, en deze werd bijgestaan door ambtenaren van het stadsbestuur. Het godshuis werd beschreven als een pittoresk verblijf.
In 1795 confisqueerde het Franse bestuur in Leuven het godshuis van Halvermeylen. Nadien werd het openbaar verkocht aan privépersonen en het werd in 1798 ten slotte gesloopt.